# Crash! Boom! Bang! World Tour 1994/95
Crash! Boom! Bang! World Tour 1994/95 – szósta trasa koncertowa zespołu Roxette, w jej trakcie odbyły się osiemdziesiąt dwa koncerty. Występy w Republice Południowej Afryki obejrzało ok. 130 tysięcy osób

## Setlista
1. Sleeping in My Car
2. Fireworks
3. Almost Unreal
4. Dangerous
5. So You Want to Be a Rock 'n' Roll Star (cover The Byrds)
6. Crash! Boom! Bang!
7. Listen to Your Heart
8. The First Girl on the Moon
9. Harleys & Indians (Riders in the Sky)
10. Lies
11. The Rain
12. It Must Have Been Love
13. Fading Like a Flower (Every Time You Leave)
14. Dressed for Success
15. The Big L.
16. Joyride
17. Run to You
18. Spending My Time
19. The Look
20. Cry
21. Love Is All (Shine Your Light on Me)
22. Go to Sleep

### Koncerty
1. 7 września 1994 – Helsinki, Finlandia – Jädhalli
2. 9 września 1994 – Sztokholm, Szwecja – Globen
3. 10 września 1994 – Norrköping, Szwecja – Himmelstalund
4. 13 września 1994 – Halmstad, Szwecja – Sannarpshallen
5. 14 września 1994 – Oslo, Norwegia – Spektrum
6. 16 września 1994 – Karlskoga, Szwecja – Nobelhallen
7. 17 września 1994 – Jönköping, Szwecja – Tipshallen
8. 18 września 1994 – Göteborg, Szwecja – Scandinavium
9. 20 września 1994 – Rotterdam, Holandia – Ahoy Halle
10. 21 września 1994 – Rotterdam, Holandia – Ahoy Halle
11. 23 września 1994 – Kilonia, Niemcy – Ostseehalle
12. 24 września 1994 – Bielefeld, Niemcy – Seidenstickerhalle
13. 25 września 1994 – Brema, Niemcy – Bremen-Arena
14. 6 października 1994 – Berlin, Niemcy – Deutschlandhalle
15. 7 października 1994 – Berlin, Niemcy – Deustchlandhalle
16. 8 października 1994 – Halle, Niemcy – Eissporthalle
17. 10 października 1994 – Kolonia, Niemcy – Sporthalle
18. 12 października 1994 – Monachium, Niemcy – Olympiahalle
19. 13 października 1994 – Monachium, Niemcy – Olympiahalle
20. 15 października 1994 – Mannheim, Niemcy – Maimarkthalle
21. 18 października 1994 – Frankfurt nad Menem, Niemcy – Festhalle
22. 19 października 1994 – Memmingen, Niemcy – Eissporthalle
23. 21 października 1994 – Stuttgart, Niemcy – Schleyerhalle
24. 22 października 1994 – Stuttgart, Niemcy – Schleyerhalle
25. 24 października 1994 – Hamburg, Niemcy – Sporthalle
26. 25 października 1994 – Hamburg, Niemcy – Sporthalle
27. 26 października 1994 – Praga, Czechy – Tipsport Arena
28. 27 października 1994 – Praga, Czechy – Tipsport Arena
29. 9 listopada 1994 – Londyn, Anglia – Wembley Arena
30. 11 listopada 1994 – Dublin, Irlandia – The Point
31. 14 listopada 1994 – Sheffield, Anglia – Sheffield Arena
32. 15 listopada 1994 – Edynburg, Szkocja – Ingleston
33. 17 listopada 1994 – Birmingham, Anglia – NEC
34. 18 listopada 1994 – Bruksela, Belgia – Forest National
35. 19 listopada 1994 – Bruksela, Belgia – Forest National
36. 21 listopada 1994 – Zurych, Szwajcaria – Hallenstadion
37. 22 listopada 1994 – Lozanna, Szwajcaria – Halle Festes
38. 25 listopada 1994 – Innsbruck, Austria – Eissporthalle
39. 26 listopada 1994 – Wiedeń, Austria – Stadthalle
40. 28 listopada 1994 – Dortmund, Niemcy – Westfalenhallen
41. 29 listopada 1994 – Hanower, Niemcy – Messehalle 2
42. 1 grudnia 1994 – Barcelona, Hiszpania – Palau Sant Jordi
43. 2 grudnia 1994 – Madryt, Hiszpania – Palacio de Deportes de la Comunidad de Madrid
44. 3 grudnia 1994 – Madryt, Hiszpania – Palacio de Deportes de la Comunidad de Madrid
45. 4 grudnia 1994 – San Sebastian, Hiszpania – Velódromo de Anoeta
46. 6 stycznia 1995 – Durban, RPA – Kings Park Stadium
47. 9 stycznia 1995 – Port Elizabeth, RPA – St. George's Stadium
48. 11 stycznia 1995 – Kapsztad, RPA – Green Point
49. 14 stycznia 1995 – Johannesburg, RPA – Ellis Park
50. 18 stycznia 1995 – Perth, Australia – Perth Entertainment Centre
51. 21 stycznia 1995 – Sydney, Australia – Sydney Entertainment Centre
52. 25 stycznia 1995 – Newcastle, Australia – Newcastle Entertainment Centre
53. 27 stycznia 1995 – Brisbane, Australia – Brisbane Entertainment Centre
54. 29 stycznia 1995 – Canberra, Australia – The Royal Theatre
55. 31 stycznia 1995 – Adelaide, Australia – Adelaide Entertainment Centre
56. 1 lutego 1995 – Melbourne, Australia – Melbourne Sports and Entertainment Centre
57. 2 lutego 1995 – Melbourne, Australia – Melbourne Sports and Entertainment Centre
58. 6 lutego 1995 – Dżakarta, Indonezja – Plenary Hall
59. 8 lutego 1995 – Singapur – Indoor Stadium
60. 10 lutego 1995 – Hongkong – Queen Elizabeth Stadium
61. 12 lutego 1995 – Bangkok, Tajlandia – Sirkit Stadium
62. 14 lutego 1995 – Manila, Filipiny – Folk and Arts
63. 16 lutego 1995 – Tajpej, Tajwan – Outdoor Stadium
64. 19 lutego 1995 – Pekin, Chiny – Workers Stadium
65. 22 lutego 1995 – Tokio, Japonia – Nakano Sun Plaza
66. 23 lutego 1995 – Tokio, Japonia – Nakano Sun Plaza
67. 24 lutego 1995 – Sendai, Japonia – Sun Plaza
68. 26 lutego 1995 – Tokio, Japonia – Kosei Nenkin Hall
69. 28 lutego 1995 – Fukuoka, Japonia – Sun Palace
70. 24 marca 1995 – Jokohama, Japonia – Kenmin Hal
71. 24 marca 1995 – San José, Kostaryka – Deportes
72. 24 marca 1995 – Caracas, Wenezuela – Poliedro
73. 27 marca 1995 – São Paulo, Brazylia – Olympia
74. 28 marca 1995 – São Paulo, Brazylia – Olympia
75. 30 marca 1995 – Rio de Janeiro, Brazylia – Metropolitan
76. 31 marca 1995 – Rio de Janeiro, Brazylia – Metropolitan
77. 2 kwietnia 1995 – Santiago, Chile – Monumental
78. 4 kwietnia 1995 – Santiago de Chile, Chile – TV Studio
79. 5 kwietnia 1995 – Lima, Peru – Campo
80. 8 kwietnia 1995 – Buenos Aires, Argentyna – Estadio Arquitecto Ricardo Etcheverry
81. 1 maja 1995 – Moskwa, Rosja – Olimpijskij
82. 2 maja 1995 – Moskwa, Rosja – Olimpijskij